# Az erőszak utcái
Az erőszak utcái 1981-ben bemutatott amerikai akciófilm, amelyet Michael Mann írt és rendezett. A főbb szerepekben James Caan és Tuesday Weld látható. A film Frank Hohimer regénye (The Home Invaders) alapján készült.

## Cselekmény
Frank profi rabló, de régebben már volt börtönben, ezért ha lehet, elkerülné a sittet. A mostani rablásból befolyt összeget nem kapta meg, ezért kiveri a balhét. De Leo, a nagymenő gengszter odaadja neki a pénzt, és felajánlja, hogy a jövőben dolgozzanak együtt. Frank nem akar főnököt, de Leo felvázolja neki, hogy ezentúl több pénzt fog keresni és jobb élete lesz, Frank ezért belemegy a dologba. Egy új rabláson kezdenek dolgozni, amely ha összejön, Frank mesés jutalomban részesül. Kidolgozzák a tervet, a megvalósítás is sikerül, de Leo átveri Frank-et, jóval kevesebb pénzt ad neki, mint amennyiben megegyeztek. Frank erre megfenyegeti Leo-t, hogy kilép a társulásból és, hogy Leo az életével játszik, ha nem fizet rendesen. Leo erre elkapja Frank-et és jól megveri, a társát megöli, a családját megfenyegeti. De Frank nem ijed meg, bosszúra szomjasan útnak indul levadászni Leo-t.
Frank összeismerkedik egy nővel, és egy kis gondolkodás után elmeséli neki az egész életét, semmit sem hagy ki belőle, azt is elmondja, hogy volt már sitten és, hogy volt már egy felesége, és azt is, hogy profi rabló. De a nő járni kezd vele, hamarosan összeházasodnak és vesznek egy szép házat. A nőnek nem lehet gyereke, ezért örökbe akarnak fogadni egyet, de Frank múltja miatt ez nem lehetséges. De Leo pénzért vesz egy gyereket Frank-nek, így már nagy a család boldogsága. Aztán amikor Leo-val rosszra fordulnak a dolgok, Frank elzavarja a feleségét, mert így nincs visszahúzó erő.

## Szereplők
| Színész        | Szerep                  | Magyar hang |
| -------------- | ----------------------- | ----------- |
| James Caan     | Frank                   | Háda János  |
| Tuesday Weld   | Jessie                  |             |
| Willie Nelson  | David „Okla” Bertinneau |             |
| James Belushi  | Barry                   |             |
| Robert Prosky  | Leo                     | Uri István  |
| Tom Signorelli | Attaglia                |             |
| Dennis Farina  | Carl                    |             |